# Bauzy
Bauzy és un municipi francès, situat al departament del Loir i Cher i a la regió de Centre – Vall del Loira. L'any 2007 tenia 263 habitants.

## Demografia

### Població
El 2007 la població de fet de Bauzy era de 263 persones. Hi havia 108 famílies, de les quals 20 eren unipersonals (12 homes vivint sols i 8 dones vivint soles), 52 parelles sense fills, 32 parelles amb fills i 4 famílies monoparentals amb fills.
La població ha evolucionat segons el següent gràfic:
Habitants censats

### Habitatges
El 2007 hi havia 131 habitatges, 105 eren l'habitatge principal de la família, 22 eren segones residències i 4 estaven desocupats. 125 eren cases i 3 eren apartaments. Dels 105 habitatges principals, 86 estaven ocupats pels seus propietaris, 17 estaven llogats i ocupats pels llogaters i 2 estaven cedits a títol gratuït; 5 tenien dues cambres, 16 en tenien tres, 27 en tenien quatre i 57 en tenien cinc o més. 100 habitatges disposaven pel capbaix d'una plaça de pàrquing. A 42 habitatges hi havia un automòbil i a 57 n'hi havia dos o més.

### Piràmide de població
La piràmide de població per edats i sexe el 2009 era:
| Homes | Edats   | Dones |
| ----- | ------- | ----- |
| 0     | 95 o +  | 0     |
| 0     | 90 a 94 | 0     |
| 0     | 85 a 89 | 0     |
| 4     | 80 a 84 | 0     |
| 12    | 75 a 79 | 8     |
| 0     | 70 a 74 | 4     |
| 4     | 65 a 69 | 4     |
| 0     | 60 a 64 | 4     |
| 20    | 55 a 59 | 4     |
| 4     | 50 a 54 | 8     |
| 12    | 45 a 49 | 8     |
| 8     | 40 a 44 | 16    |
| 12    | 35 a 39 | 0     |
| 16    | 30 a 34 | 24    |
| 4     | 25 a 29 | 4     |
| 4     | 20 a 24 | 8     |
| 8     | 15 a 19 | 0     |
| 4     | 10 a 14 | 12    |
| 16    | 5 a 9   | 12    |
| 4     | 0 a 4   | 4     |

## Economia
El 2007 la població en edat de treballar era de 158 persones, 129 eren actives i 29 eren inactives. De les 129 persones actives 122 estaven ocupades (62 homes i 60 dones) i 7 estaven aturades (3 homes i 4 dones). De les 29 persones inactives 17 estaven jubilades, 5 estaven estudiant i 7 estaven classificades com a «altres inactius».

### Ingressos
El 2009 a Bauzy hi havia 101 unitats fiscals que integraven 247 persones, la mediana anual d'ingressos fiscals per persona era de 18.273 €.

### Activitats econòmiques
Dels 5 establiments que hi havia el 2007, 2 eren d'empreses de construcció, 1 d'una empresa d'hostatgeria i restauració, 1 d'una empresa financera i 1 d'una empresa de serveis.
L'únic servei als particulars que hi havia el 2009 era un electricista.
L'any 2000 a Bauzy hi havia 17 explotacions agrícoles que ocupaven un total de 400 hectàrees.

## Equipaments sanitaris i escolars
El 2009 hi havia una escola elemental integrada dins d'un grup escolar amb les comunes properes formant una escola dispersa.

## Poblacions més properes
El següent diagrama mostra les poblacions més properes.